# اینسه یاونزمه
اینسه یاونزمه (لتونیایی: Inese Jaunzeme؛ ۲۱ مه ۱۹۳۲ – ۱۳ فوریه ۲۰۱۱) پرتاب‌گر نیزه اهل لتونی بود.
از افتخارات وی میتوان به کسب مدال طلا پرتاب نیزه در بازی‌های المپیک تابستانی ۱۹۵۶ اشاره کرد.